# Ротенштајн
Ротенштајн (њем. Rothenstein) општина је у њемачкој савезној држави Тирингија. Једно је од 93 општинска средишта округа Зале-Холцланд. Према процјени из 2010. у општини је живјело 1.379 становника. Посједује регионалну шифру (AGS) 16074079.

## Географски и демографски подаци
Ротенштајн се налази у савезној држави Тирингија у округу Зале-Холцланд. Општина се налази на надморској висини од 160 метара. Површина општине износи 10,5 km². У самом мјесту је, према процјени из 2010. године, живјело 1.379 становника. Просјечна густина становништва износи 132 становника/km².